# Districts en République démocratique allemande

Carte des 15 Bezirke de la RDA

Les districts (en allemand, Bezirke) sont des circonscriptions administratives nées de la réorganisation territoriale de la République démocratique allemande mise en place par la loi du 23 juillet 1952. 
Jusqu'à la réunification allemande en 1990, les 14 districts et Berlin-Est constituent le niveau moyen des administrations publiques, destinés à reprendre les tâches des anciens Länder de l'Est de l'Allemagne. Cette mesure prise par le pouvoir communiste visait à centraliser l'administration du pays et à marquer ainsi son autorité.

## Avant la réforme

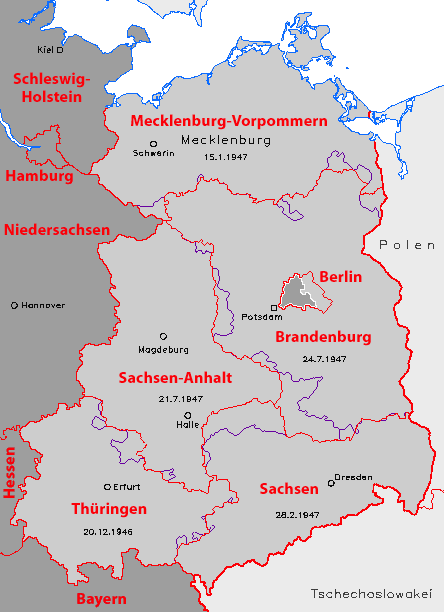
Les 5 Länder de la RDA.
Les noms et limites des anciens Länder de 1947 à 1952 sont inscrits en noir.
Les noms et limites des nouveaux Länder recréés en 1990 sont inscrits en rouge.

Après la Seconde Guerre mondiale, l'Administration militaire soviétique en Allemagne a divisé le territoire de son zone d'occupation en cinq Länder, reprenant pour la plupart d'entre eux, peu ou prou ceux qui existaient déjà sous la République de Weimar et qui furent supprimés sous le Troisième Reich :
- Brandebourg ;
- Mecklembourg ;
- Saxe ;
- Saxe-Anhalt ;
- Thuringe.

En 1949, la constitution dont se dote la RDA en fait un État de type fédéral. 
En juillet 1952, la conférence du Parti socialiste unifié d'Allemagne annonça l'édification du socialisme. Redoutant une trop grande indépendance des parlements régionaux (Landtage) vis-à-vis de Berlin, le pouvoir communiste remet en cause la forme fédérale de l’État et s'attelle à réarranger la structure étatique d'après le modèle soviétique. Les gouvernements des Länder sont alors supprimés.

## La réforme
Par la loi du 23 juillet 1952, les tâches administratives des Länder ont été assumées par les nouveaux districts, afin d'assurer un meilleur contrôle du territoire par le régime selon le dogme du centralisme démocratique. Néanmoins, la Chambre des Länder a existé jusqu'en décembre 1958, date à laquelle elle a été formellement abolie.
Du Nord au Sud, le territoire est-allemand est alors divisé en 14 Bezirke (districts) dont le nom est associé à celui de leur chef-lieu, plus le « district de Berlin » correspondant à la moitié est de la ville :
| Carte | District             | Superficie (km²) | Population (1989) | Densité (hab./km²) | Immatriculation | Arrondissements (1989)                                        | Communes |
| ----- | -------------------- | ---------------- | ----------------- | ------------------ | --------------- | ------------------------------------------------------------- | -------- |
|       | Rostock              | 07.075           | 0.916.500         | 130                | A               | 10 arrondissements, 4 villes-arrondissements                  | 360      |
|       | Schwerin             | 08.672           | 0.595.200         | 069                | B               | 10 arrondissements, 1 ville-arrondissement                    | 389      |
|       | Neubrandenbourg      | 10.948           | 0.620.500         | 057                | C               | 14 arrondissements, 1 ville-arrondissement                    | 492      |
|       | Potsdam              | 12.568           | 1.123.800         | 089                | D, P            | 15 arrondissements, 2 villes-arrondissements                  | 755      |
|       | Francfort-sur-l'Oder | 07.186           | 0.713.800         | 099                | E               | 9 arrondissements, 3 villes-arrondissements                   | 438      |
|       | Magdebourg           | 11.526           | 1.249.500         | 108                | H, M            | 17 arrondissements, 1 ville-arrondissement                    | 655      |
|       | Cottbus              | 08.262           | 0.884.700         | 107                | Z               | 14 arrondissements, 1 ville-arrondissement                    | 574      |
|       | Halle                | 08.771           | 1.776.500         | 203                | K, V            | 20 arrondissements, 3 villes-arrondissements                  | 684      |
|       | Leipzig              | 04.966           | 1.360.900         | 274                | S, U            | 12 arrondissements, 1 ville-arrondissement                    | 422      |
|       | Erfurt               | 07.349           | 1.240.400         | 169                | L, F            | 13 arrondissements, 2 villes-arrondissements                  | 719      |
|       | Dresde               | 06.738           | 1.757.400         | 261                | R, Y            | 15 arrondissements, 2 villes-arrondissements                  | 594      |
|       | Karl-Marx-Stadt*     | 06.009           | 1.859.500         | 309                | T, X            | 21 arrondissements, 3 villes-arrondissements                  | 601      |
|       | Gera                 | 04.004           | 0.742.000         | 185                | N               | 11 arrondissements, 2 villes-arrondissements                  | 528      |
|       | Suhl                 | 03.856           | 0.549.400         | 142                | O               | 8 arrondissements, 1 ville-arrondissement                     | 358      |
|       | Berlin               | 00.403           | 1.279.200         | 3.1740.            | I               | (11 districts municipaux)                                     | 001      |
|       | RDA                  | 108.3330         | 16.669.3000       | 154                | –               | 191 arrondissements, 27 villes-arrondissements (+ Berlin-Est) | 7.5700.  |

*) Avant le 10 mai 1953 et après le 1er juin 1990 : District de Chemnitz.

## Le retour en arrière
La démocratisation du pays entraîna le processus vers une réunification allemande. L'application de la condition sine qua non d'une entrée rapide de la RDA dans la loi fondamentale de la République fédérale d'Allemagne ne pouvait se faire que par le biais de son article 23 qui stipulait qu'elle donnait la possibilité aux Länder allemands n'ayant pas pu participer à l'élaboration de ladite Loi fondamentale, de pouvoir y adhérer ultérieurement à titre individuel. La reconstitution des anciens Länder dissous par la réforme territoriale de 1952 était donc nécessaire. La loi votée par la Volkskammer, le 22 août 1990 alla dans ce sens. Les districts furent donc à leur tour supprimés et remplacés par des Länder ainsi reconstitués. Ceux-ci prirent, à peu de différences près, le nom et les limites de leurs prédécesseurs.